# Ernest Ferroul
Pour les articles homonymes, voir Ferroul.
Ernest Ferroul, né le 13 décembre 1853 au Mas-Cabardès, Aude, et mort le 29 décembre 1921 à Narbonne, est un homme politique français qui joua un rôle déterminant lors de la révolte des vignerons du Midi en 1907.

## Jeunesse
Né dans une famille de modestes drapiers de la Montagne Noire, orphelin de père, après des études de médecine à Montpellier, Ernest Ferroul s'installe à Narbonne où, rapidement, il devient le « Docteur des Pauvres », réputé pour ses compétences. À la suite de ses rencontres montpelliéraines avec Jules Guesde et Paul Brousse, il adhère au Parti ouvrier français. Qualifié de Félibre rouge, il est initié au Grand Orient de France et fonde en 1881 la loge maçonnique « La Libre Pensée » - Orient de Narbonne.
Lors d'une élection partielle en 1888, il est élu député de Narbonne. À la Chambre des Députés, il rejoint à l'extrême gauche les sept autres députés du Groupe ouvrier. Il est réélu aux élections législatives de 1889. En 1891, il est élu maire de Narbonne, et depuis, son buste trône dans le bureau de tous les maires de Narbonne qui lui ont succédé. Élu actif mais aussi très virulent, il est battu en 1893 et 1898 et perd la mairie de Narbonne de 1897 à 1900. Il est réélu député en 1899, à la suite de l'invalidation d'Edmond Bartissol, qui avait été élu député en 1898. il siège également en qualité de conseiller général du canton de Mas-Cabardès de 1901 à 1913 et du canton de Narbonne-Est de 1919 à 1921 . En 1902, il démissionne de son mandat de député pour se consacrer à ses neveux orphelins et à la mairie de Narbonne.

## Crise viticole

### Contexte économique
Après la crise du phylloxéra, il faut du vin. Le vignoble de l'Île-de-France a disparu, et seuls les vignobles méridionaux peuvent s'y substituer grâce aux chemins de fer. On n'hésite donc pas à « faire pisser la vigne ». L'État favorise des importations et de l'afflux des vins d'Algérie qui servent au coupage des vins métropolitains médiocres. Cette pratique est lourde de conséquences et induit une surproduction, la véritable raison du marasme économique dans lequel s'englue la viticulture du Languedoc-Roussillon. Le port de Sète, outre son rôle d'entrepositaire, joue celui de catalyseur de la crise. Sa présence au centre d'une grande zone de production y induit les risques de surproduction en encourageant les plantations d'aramons et des conduites de la vigne en taille longue. Il faut du volume. Le coupage nécessaire de ces petits vins pour en augmenter le degré, provoque une demande accrue des vins algériens dont la production passe de 5 000 000 d'hectolitres en 1900 à 8 000 000 en 1904.
Ces fortes productions locales, jointes à la production de vins factices et à l'importance des coupages avec des vins d’Algérie sature le marché de consommation. L'importation des vins, loin de diminuer, augmente en 1907, aggravant le déséquilibre entre l'offre et la demande. Ce qui génère la chute des cours et de la crise économique.

### Manifestation des viticulteurs

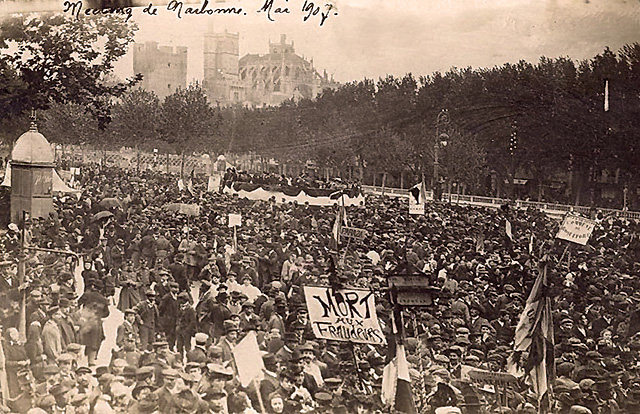
Les manifestants de Narbonne écoutant les orateurs

Le mois de mai 1907 est celui des grands rassemblements dans les préfectures et sous-préfectures du Languedoc-Roussillon. Le premier a lieu à Narbonne où le 5 mai, un meeting mobilise entre 80 000 et 100 000 personnes. Le maire, Ernest Ferroul, prend position pour la lutte des viticulteurs du Midi. Tous les comités de défense viticoles des quatre départements se fédèrent et adoptent le serment des fédérés : « Constitués en comité de salut public pour la défense de la viticulture, nous nous jurons tous de nous unir pour la défense viticole, nous la défendrons par tous les moyens. Celui ou ceux qui, par intérêt particulier, par ambition ou par esprit politique, porteraient préjudice à la motion première et, par ce fait, nous mettraient dans l'impossibilité d'obtenir gain de cause seront jugés, condamnés et exécutés séance tenante ». Les discours séparatistes prononcés en occitan inquiètent le gouvernement.

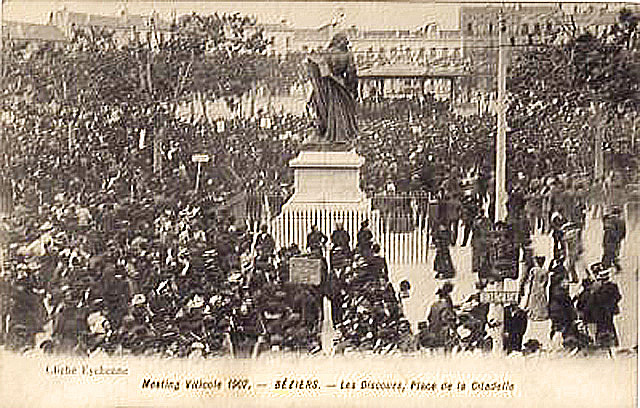
Discours sur la place de la Citadelle

Le 12 mai, le rassemblement de Béziers voit 150 000 manifestants envahir les allées Paul Riquet et le Champ-de-Mars. Les slogans des banderoles affirment : La victoire ou la mort !, Assez de parole, des actes, Mort aux fraudeurs, Du pain ou la mort, Vivre en travaillant ou mourir en combattant,. Les manifestants, qui venaient de plus de 200 communes, ont été rejoints par de nombreux employés et commerçants bittérois. La manifestation est clôturée par les discours prononcés sur la place de la Citadelle, aujourd'hui Jean-Jaurès. Prennent la parole Marcelin Albert, du Comité d'Argelier, qui a initié le premier la riposte. Il lance un ultimatum au gouvernement en lui demandant de relever le cours du vin, Ernest Ferroul, qui prône la grève de l’impôt, et le maire de Béziers, Émile Suchon, proche de Clemenceau, qui prend position pour les viticulteurs en lutte. Il y eut quelques incidents légers lors de l'appel à la dispersion des manifestants.

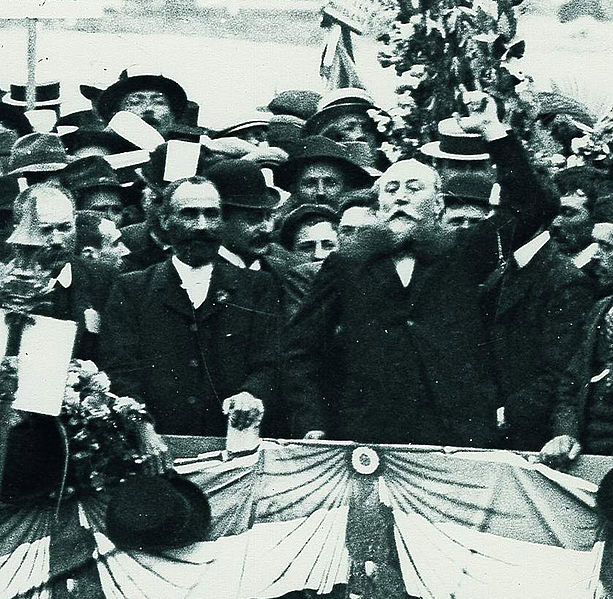
À Carcassonne, Ferroul et Albert glorifiant le passé cathare des Occitans

Le 16 mai, le conseil municipal de Béziers, de tendance radicale socialiste, démissionne. La pression de la rue continue. Le poste de Police et la façade de la mairie sont incendiés. Alerté, Clemenceau décide de contre-attaquer.
Sa première contre-attaque est sur le plan politique. Le 22 mai, Joseph Caillaux, son ministre des finances, dépose un projet de loi sur la fraude en matière de vin. Ce texte soumis au Parlement prévoit une déclaration annuelle de récolte de la part des viticulteurs, l'interdiction du sucrage en seconde cuvée, le contrôle et la taxation des achats de sucre.
Le 26 mai, 220 000 à 250 000 personnes manifestent à Carcassonne. Dès l’avenue de la gare, ils passent sous un arc de triomphe où est inscrit « Salut à nos frères de misère ». Les discours tentent de canaliser le ton révolutionnaire (slogans, revendications) vers le passé cathare des Occitans que Ferroul et Albert évoquent tour à tour. Tous conviennent que la date limite de l'ultimatum au gouvernement reste fixée au 10 juin,.

### Manifestation de Montpellier

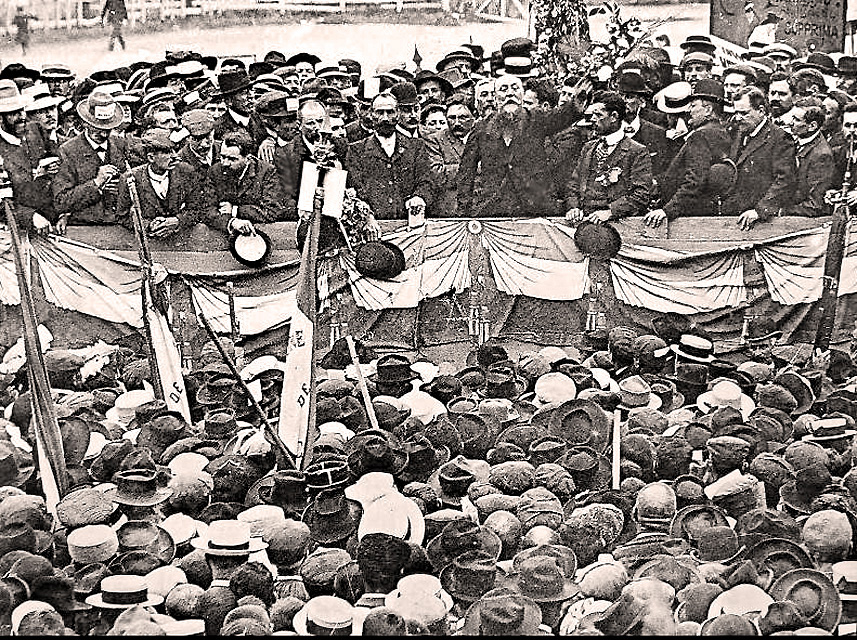
Sur la même tribune Ernest Ferroul, maire de Narbonne et Marcelin Albert

La date du 9 juin 1907, avec le gigantesque rassemblement de Montpellier, marque l'apogée de la contestation vigneronne dans la Midi de la France. La place de la Comédie est envahie par une foule estimée entre 600 000 à 800 000 personnes. C'est la plus grande manifestation de la Troisième République. Dans son discours, Ernest Ferroul, en tant que maire de Narbonne, appelle à la démission de tous ses collègues du Languedoc-Roussillon. Il prône ouvertement la désobéissance civique. Quant à Marcelin Albert, il prononce un tel discours que le journaliste du Figaro en fut bouleversé et écrivit : « C’était fou, sublime, terrifiant ».
Le 10 juin marque la fin de l’ultimatum posé au gouvernement. Tandis que Clemenceau compte sur un pourrissement et un essoufflement de la révolte, la commission parlementaire dépose son rapport au Parlement qui entreprend l’examen du projet de loi de Caillaux. Face à une lenteur législative calculée, à Narbonne, Ernest Ferroul décide d'annoncer publiquement sa démission de maire. Devant 10 000 personnes, du haut du balcon de l’Hôtel de Ville, il fait savoir « Citoyens, citoyennes je tiens mon pouvoir de vous, je vous le rends ! La grève municipale commence ». Cette prise de position, face à l'absence de solution gouvernementale, est approuvée par 442 municipalités du Languedoc Roussillon, qui démissionnent dans la semaine. Des drapeaux noirs fleurissent sur les façades des mairies, et la désobéissance civique est déclarée. C'est la fronde des élus. Pendant ce temps des heurts entre manifestants et forces de l’ordre deviennent monnaie courante,.
Le 12 juin, Clemenceau adressait une missive mi-menaçante, mi-ironique à tous les maires des communes viticoles du Languedoc et du Roussillon. Cla lui valut une cinglante réplique de la part d'Ernest Ferroul : « Monsieur Clemenceau, depuis le commencement de nos manifestations, nous a considérés comme de grands enfants, bons garçons, mais inconscients de leurs actes. Il est de ceux qui pensent que dans le Midi tout finit par des chansons ou des farandoles. Il se trompe grandement, il ne nous connait pas ».

### Répression

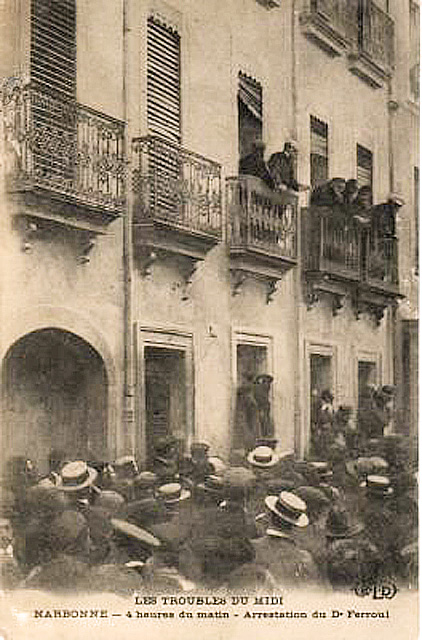
Arrestation du docteur Ferroul, le 19 juin 1907 à 4 h du matin

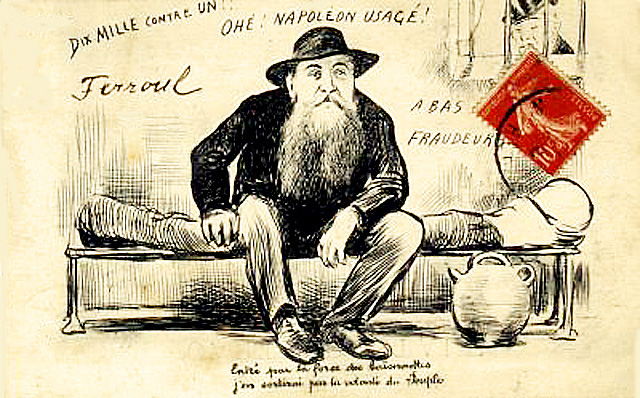
Ernest Ferroul en prison sous l'œil goguenard de Clemenceau

Jusqu'alors, les manifestations dominicales s'étaient déroulées dans le calme et la discipline et se voulaient pacifiques. Toutefois, Clemenceau jugea que force devait rester à la loi et pour rétablir l'ordre fit appel à l'armée. Depuis le 17 juin, 22 régiments d’infanterie et 12 régiments de cavalerie occupaient tout le Midi. La gendarmerie reçut alors ordre d’incarcérer les responsables des manifestations.
Le 19 juin, Ferroul est arrêté au petit matin à son domicile à Narbonne par le 139e régiment de cuirassiers et emprisonné à Montpellier. Trois autres membres du comité de défense viticole se livrent aux gendarmes à Argeliers. La nouvelle de l'arrestation programmée de tous les membres du Comité d'Argeliers met le feu aux poudres.

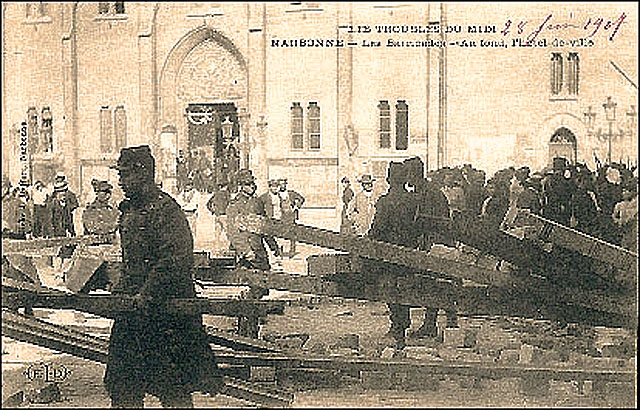
Barricades à Narbonne devant l'Hôtel de Ville

La foule entrave la progression des gendarmes en se couchant par terre. Narbonne étant en état de siège, une manifestation spontanée se crée qui réclame la libération des membres du Comité et crie à la vengeance. Des incidents éclatent durant toute la journée, la sous-préfecture est prise d'assaut, des barricades barrent les rues. Le soir, dans la confusion générale, la cavalerie tire sur la foule. Il y a deux morts, dont un adolescent de 14 ans,.
Dans les départements du Gard, de l'Hérault, de l'Aude et des Pyrénées-Orientales, les conseils municipaux démissionnent collectivement (il y en aura jusqu'à 600), et certains appellent à la grève de l'impôt. La situation devient de plus en plus tendue, les viticulteurs furieux attaquent perceptions, préfectures et sous-préfectures.

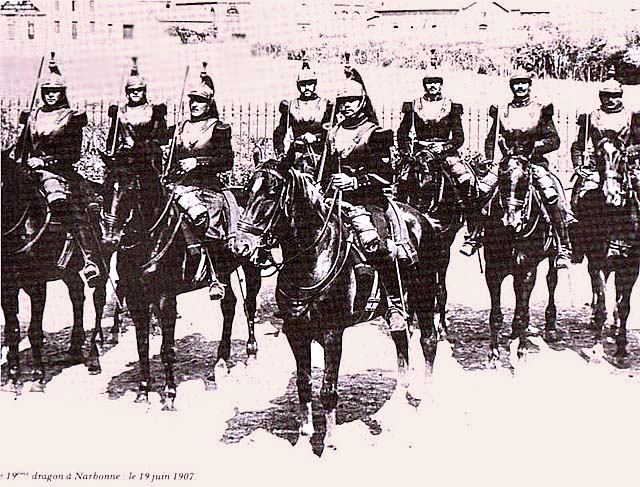
Le 19e Dragon à Narbonne, le 19 juin 1907
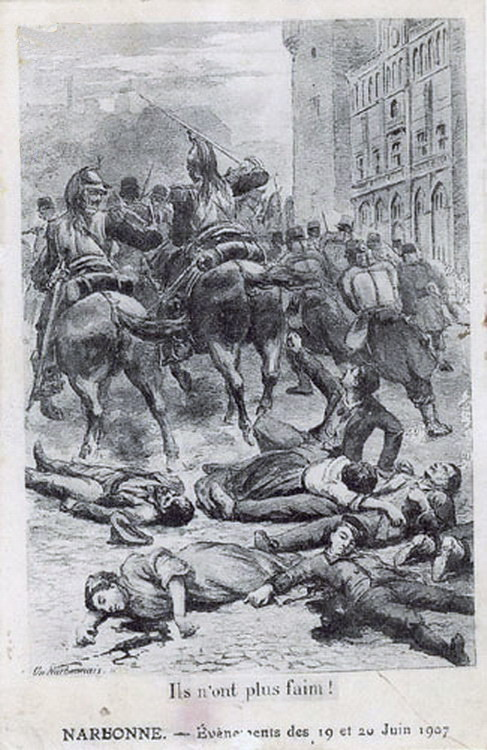
Charge de la cavalerie lors des journées des 19 et 20 juin 1907
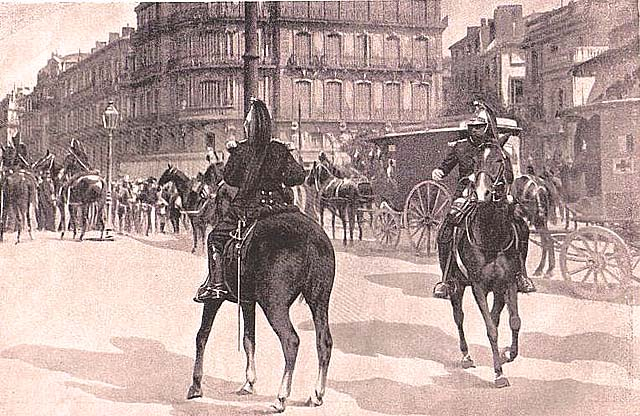
Les Dragons quadrillent les rues de Narbonne, 20 juin 1907

Le 20 juin, la tension monte encore, et le Midi s'embrase. À Perpignan, la préfecture est pillée et incendiée. Le préfet David Dautresme doit se réfugier sur le toit. À Montpellier, la foule se heurte aux forces armées. À Narbonne, l’inspecteur de police Grossot, l'un des auteurs de l’arrestation de Ferroul, est pris à partie et mis à mal par la foule. Pour le dégager, il est donné ordre à la troupe de tirer sur les manifestants. Les coups de feu font cinq morts dont une jeune fille, âgée de 20 ans, Julie (dite Cécile) Bourrel qui se trouvait là par hasard, venue à Narbonne en ce jour de marché. Il y a de plus 33 blessés qui gisent à terre.

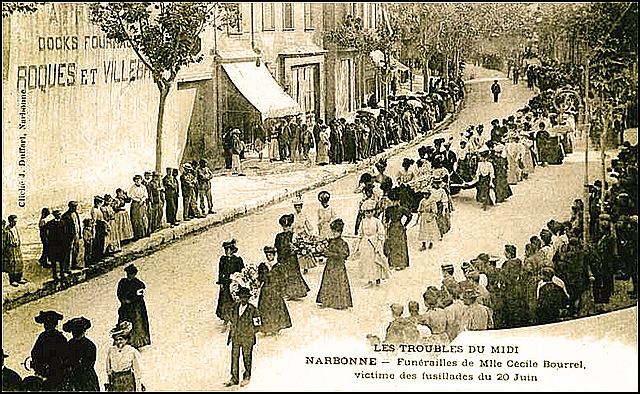
Funérailles de Cécile Bourrel
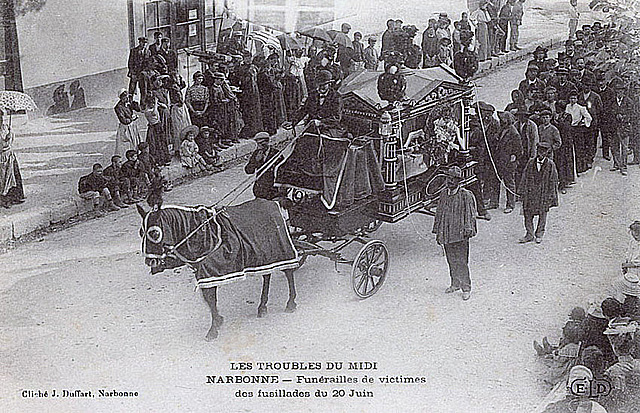
Funérailles des victimes des fusillades du 20 juin
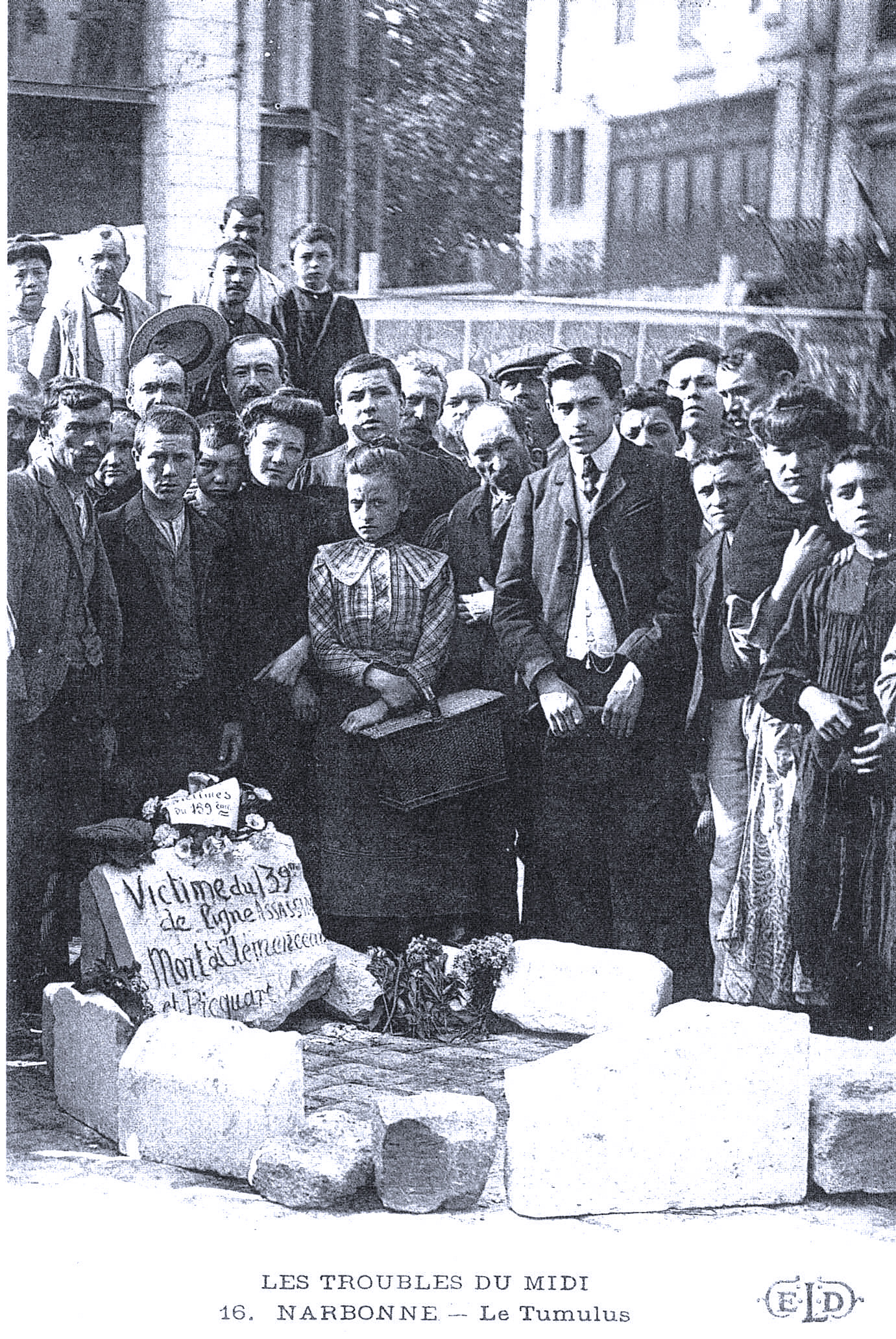
19 juin 1907, tumulus d'une victime du 139e régiment de ligne
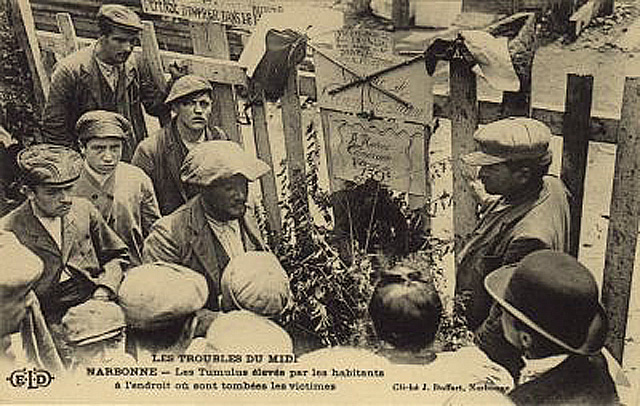
Tumulus à la mémoire d'une victime du 20 juin 1907
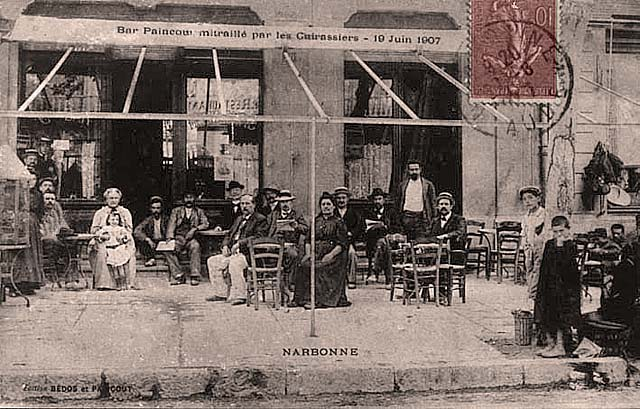
Bar Paincourt mitraillé par les cuirassés le 19 juin 1907

Le 22 juin, à Narbonne, 10 000 personnes assistent aux obsèques de Cécile. Cet enterrement fut la dernière grande manifestation du Midi viticole. Entretemps, le Parlement ayant renouvelé sa confiance au gouvernement, L'Humanité de Jaurès constate en cinq colonnes à la une « La Chambre acquitte les massacreurs du Midi ».

## Sortie de crise

### Marcelin Albert rencontre Clemenceau

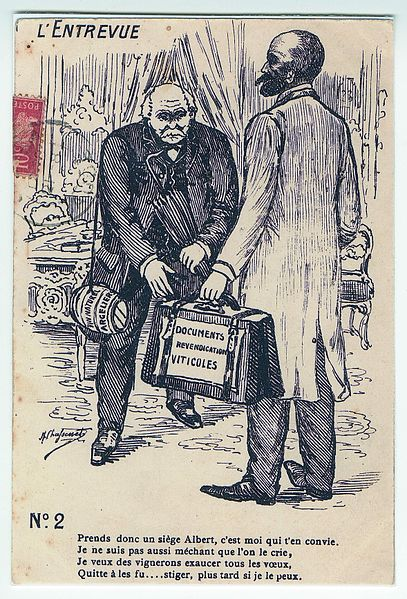
Marcelin Albert face à Clemenceau

Pourchassé par la police, Marcelin Albert se cache puis se sauve à Paris où il arrive le 22 juin. L'Assemblée nationale, en plein débat sur le projet de loi contre la fraude, refuse de le recevoir. Informé, Georges Clemenceau, accepte de lui accorder une audience. Le président du conseil, le reçoit le 23, place Beauvau en tant que ministre de l'Intérieur.
Au cours de leur entrevue, il fait promesse de réprimer la fraude si, en contrepartie, Albert retourne dans le Languedoc pour calmer la rébellion. Son interlocuteur accepte même de se constituer prisonnier. Clemenceau lui signe un sauf-conduit pour retourner dans l’Aude et lui remet cent francs pour payer son retour en train. Marcelin Albert a la naïveté d'accepter,.
Le chef du gouvernement en profite pour donner sa version aux journalistes de la presse politique en mettant particulièrement en exergue l'histoire du billet de banque. Les quotidiens nationaux en font leurs choux gras et Marcellin Albert du statut de rédempteur passe dès lors à celui de vendu. Le 24 juin, de retour à Narbonne, il tente de convaincre de suspendre le mouvement, mais l’entretien avec Clemenceau a totalement discrédité Albert aux yeux de ses compagnons. Il manque de se faire lyncher.

### Loi anti-fraude

À bas l'intermédiaire

Le 29 juin 1907, sous la pression des événements, le parlement est réuni. Jean Jaurès intervient et met en garde ses collègues : « L'événement qui se développe là-bas, et qui n'a pas épuisé ses conséquences, est un des plus grands événements sociaux qui se soient produits depuis trente-cinq ans. On a pu d'abord n'y pas prendre garde ; c'était le Midi et il y a une légende du Midi. On s'imagine que c'est le pays des paroles vaines. On oublie que ce Midi a une longue histoire, sérieuse, passionnée et tragique ». La loi protégeant le vin naturel contre les vins trafiqués est adoptée et interdit la fabrication et la vente de vins falsifiés ou fabriqués. Tous les propriétaires doivent désormais déclarer la superficie de leur vignobles. Le législateur impose également les déclarations de récolte et de stock, et le droit pour les syndicats de se porter partie civile dans les procès pour fraudes.
Le même jour, les parlementaires promulguent une loi « tendant à prévenir le mouillage des vins et l'abus du sucrage par une surtaxe sur le sucre et obligation de déclaration par les commerçants de vente de sucre supérieur à 25 kilos ». La loi du 15 juillet complète celle du 29 juin en réglementant la circulation des vins et des alcools.
Le 31 août, le gouvernement accepte d’exonérer d'impôts les viticulteurs sur leurs récoltes de 1904, 1905 et 1906. Le 3 septembre parait un nouveau décret : « Aucune boisson ne peut être détenue ou transportée en vue de la vente ou vendue sous le nom de vin que si elle provient exclusivement de la fermentation alcoolique du raisin frais ou du jus de raisin ». Ainsi, la fraude devient quasiment impossible. Le 21 octobre, un autre décret institue le « service de la répression des fraudes » et définit ses fonctions, son autorité et ses moyens.

### Confédération générale des vignerons du Midi

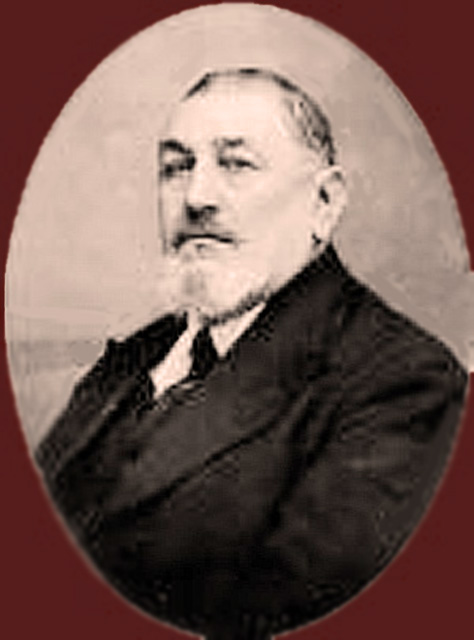
Élie Bernard, Secrétaire Général de la Confédération Générale des Vignerons du Midi (CGV)
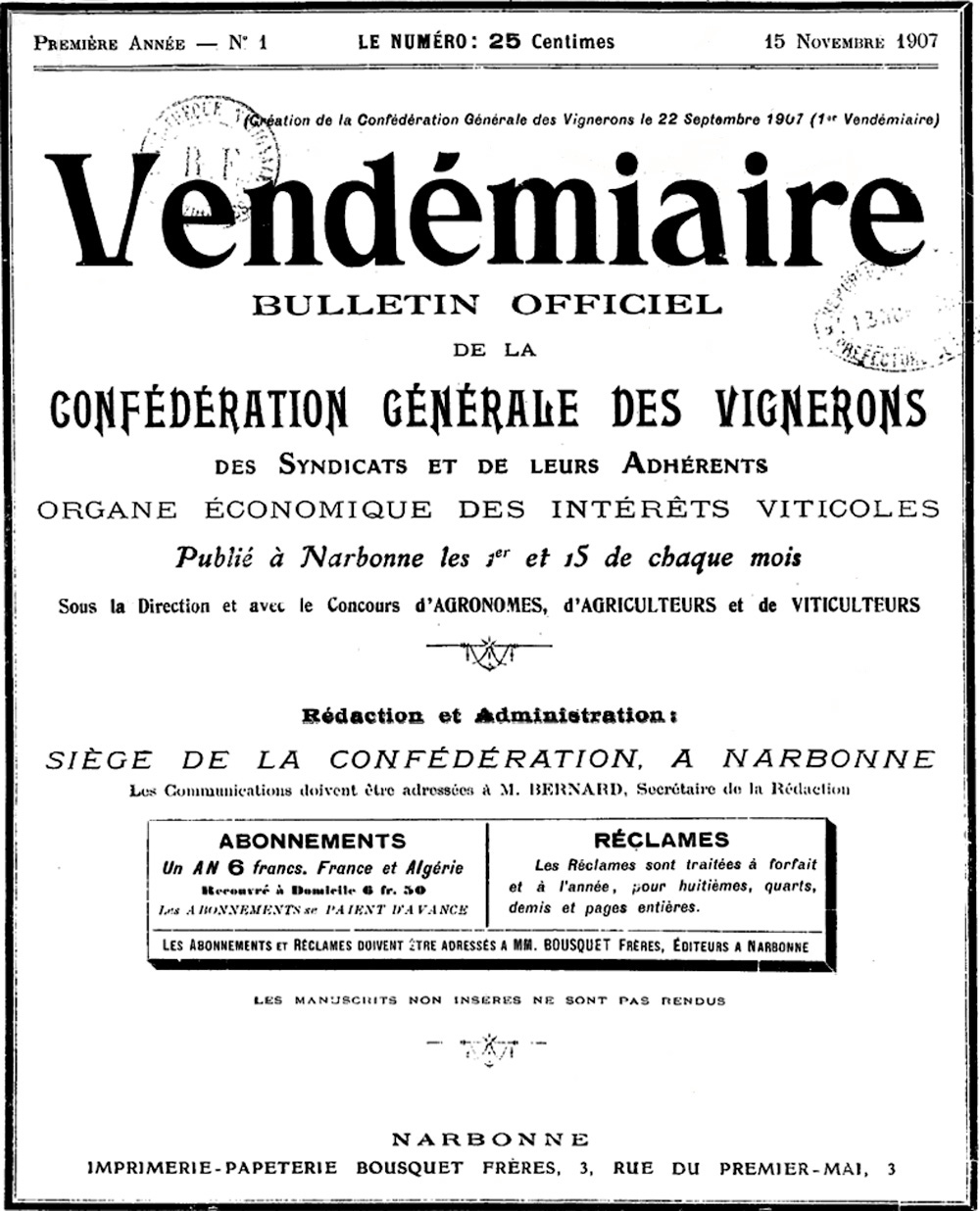
no 1 du Vendémiaire, bulletin officiel de la Confédération Générale des Vignerons du Midi (CGV)
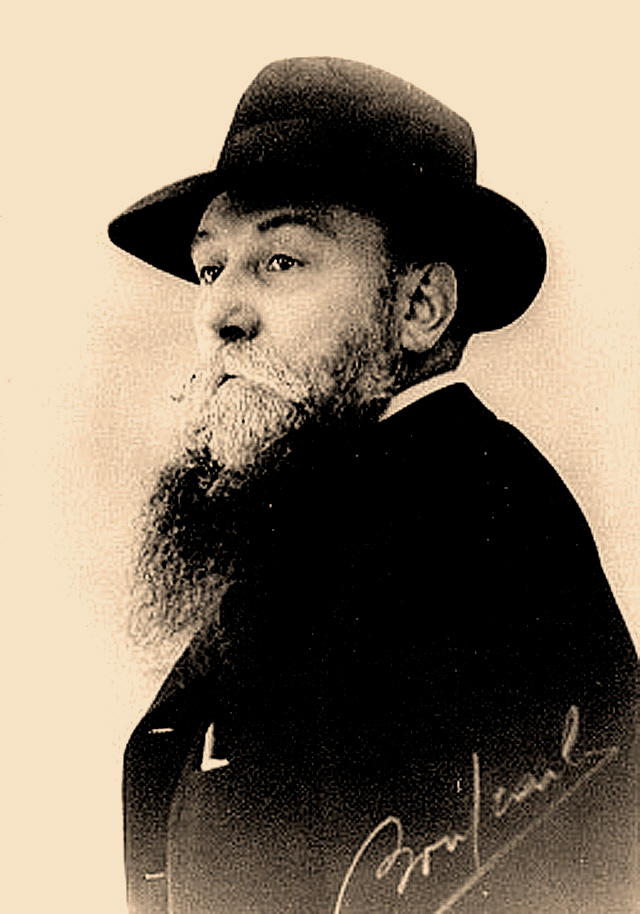
Ernest Ferroul, premier président de la Confédération Générale des Vignerons du Midi (CGV)

Le 15 septembre sort le dernier numéro du Tocsin, qui devient le Vendémiaire. La page Marcelin Albert est définitivement tournée. Une semaine plus tard, le 22 septembre, le Comité de Défense Viticole se dissout en se constituant en Confédération générale des vignerons du Midi (CGV). Il se fixe comme mission principale la lutte contre la fraude et la protection des intérêts sociaux et économiques des producteurs. Le premier président de la CGV fut Ernest Ferroul et Élie Bernard fut son Secrétaire Général.
Depuis le 2 août, tous les dirigeants emprisonnés, membres du comité d’Argeliers, avaient été libérés en signe d'apaisement. Le 5 octobre, les personnes considérées comme les responsables des manifestations et des émeutes sont déclarées passibles de la cour d’assise, mais de recours en appels, le procès n’aura jamais lieu et tous furent graciés en 1908.

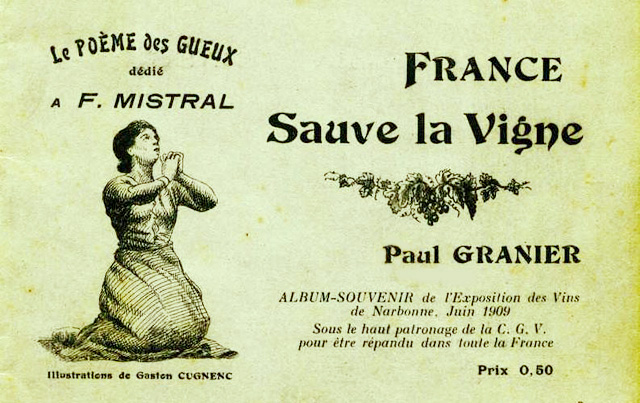
Plaquette souvenir de la CGV éditée lors du salon de Narbonne en 1909
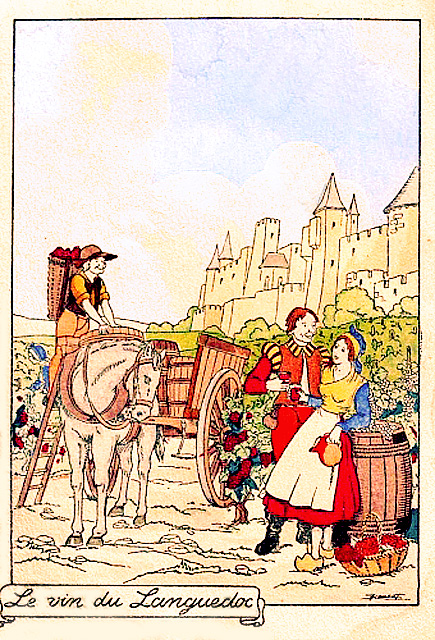
Carte à la gloire du vin du Languedoc (1911)
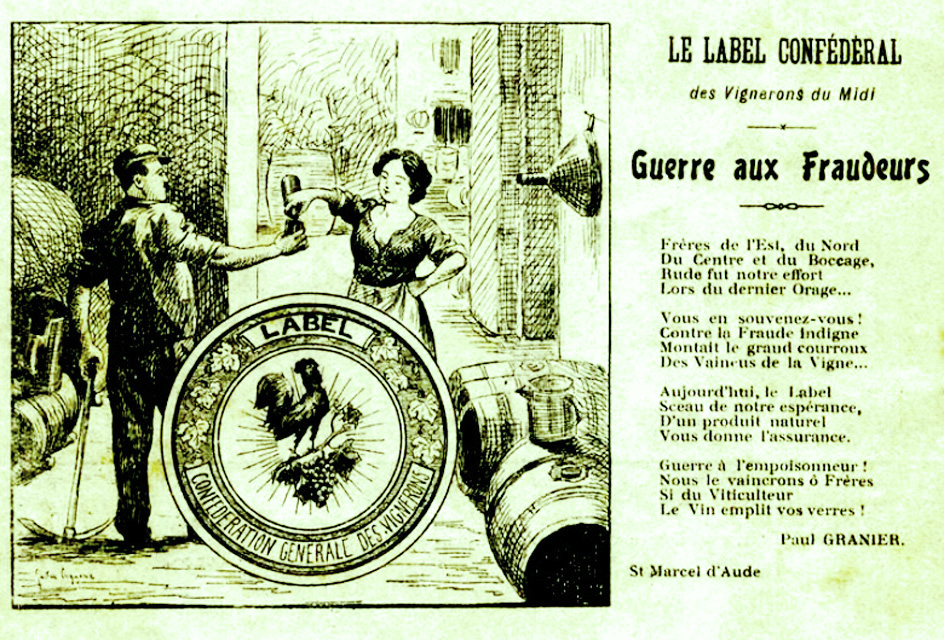
Label confédéral de la CGV, assurance d'un vin naturel

Ses discours enflammés et sa rudesse vis-à-vis du pouvoir parisien font de lui le personnage emblématique de tout le Midi et le tribun unique de la viticulture méridionale depuis le discrédit d'Albert. Il est élu conseiller général de l'Aude dans de nombreux cantons lors des élections d'octobre 1907 et le canton de Perpignan-Est, dans les Pyrénées-Orientales.
Il reste au XXIe siècle une personnalité légendaire et vénérée de tout le Midi et de la ville de Narbonne, laissant le souvenir du tribun rouge solidaire des opprimés, de l'élu dévoué pour les vignerons, pour sa ville de Narbonne et pour ses concitoyens, à la forte conviction socialiste. En déférente reconnaissance, dans de nombreuses communes du Midi, une rue, une avenue, un boulevard portent son nom. Il est l'inspirateur de la SFIO de l'Aude qui devient terre socialiste face aux radicaux dès les années 1920 sous l'impulsion d'Eugène Montel.

## Hommages
- À Narbonne, le déplacement du monument à sa mémoire, le représentant debout, et érigé en 1933 par souscription nationale par la confédération générale des vignerons, a déclenché une vive polémique, prouvant qu'est encore bien vivace l'affection portée par les Narbonnais à leur ancien maire et par les viticulteurs à leur tribun. Le monument est aujourd'hui à gauche du Palais du Travail, on peut y lire l'hommage suivant : « tribun véhément entraîneur de foules [...] qui servit avec ferveur [la terre d'oc] ».
- Un monument aurait encore été édifié à Mas-Cabardès. Il comprendrait un buste à l'origine en bronze mais aujourd'hui en pierre à la suite de la réquisition de métaux non ferreux de 1941.
- À Lézignan-Corbières, un nouveau lycée portant son nom ouvre ses portes en septembre 2016, accueillant les élèves de Seconde générale et technologique ainsi que les sections professionnelles.
- Son nom a été donné à plusieurs voies publiques, toutes en Occitanie. Il existe une allée du Docteur-Ferroul à Mas-Cabardès, une avenue du Docteur-Ferroul à Coursan, un boulevard du Docteur-Ferroul à Narbonne et Montredon-des-Corbières, une rue du Docteur-Ferroul à Caunes-Minervois, Fleury, Graulhet, Limoux, Puichéric, Sallèles-d'Aude, Torreilles, Villemoustaussou et Vinassan. La rue qui portait son nom, à Toulouse, a été renommée en 1941 par la municipalité vichyste.

## Citation
- « Les lois, qu'il eut fallu nous envoyer à la place des fusils, c'est votre soulèvement légitime et le sacrifice de ceux des nôtres qui sont tombés à la place même où vous êtes, qui les arrachèrent au pouvoir. [...] Vers le passé, je salue nos morts ; vers l'avenir, je salue le Midi libéré, le travail affranchi, la vigne sauvée. »